# Copa del Rey de 2015–16
A Copa do Rei de 2015–16 foi a 112.ª edição da Copa do Rei da Espanha, cuja estreia foi em 2 de setembro de 2015, com seu término em 21 de maio de 2016. O Barcelona entrou como atual campeão, depois de sagrarem-se campeões na temporada 2014–15. O clube catalão derrotou o Sevilla por 2–0 na final, conquistando seu 28º título.

## Participantes
A 112ª Copa do Rei contou com 83 times das quatro principais divisões espanholas. As equipes participantes foram:
20 equipes da La Liga de 2014–15
| - Almería - Athletic Bilbao - Atlético de Madrid - Barcelona - Celta de Vigo - Córdoba - Deportivo La Coruña - Eibar - Elche - Espanyol | - Getafe - Granada - Levante - Málaga - Rayo Vallecano - Real Madrid - Real Sociedad - Sevilla - Valencia - Villarreal |  |

21 equipes da Segunda División 2014-15
| - Alavés - Albacete - Alcorcón - Girona - Jaén - Las Palmas - Leganés - Llagostera - Lugo - Mallorca | - Mirandés - Numancia - Osasuna - Ponferradina - Racing Santander - Sabadell - Sporting de Gijón - Valladolid - Tenerife - Zaragoza |  |

24 equipes da Segunda División B 2014-15
| - Alcoyano - Barakaldo - Cádiz - Compostela - Cultural Leonesa - Guadalajara - Guijuelo - Hércules - Huracán Valencia - Melilla - Murcia | - Linense - Logrõnes - Lleida Esportiu - Racing de Ferrol - Real Murcia - Real Oviedo - Real Unión - Reus Deportiu - Socuéllamos - Tudelano - Villanovense |  |

18 equipes da Tercera División 2015-16
| - Algeciras - Arandina - Ascó - Condal - Castellon - Ebro - Formentera - Laredo - Jumilla | - Linares Deportivo - Mensanjero - Mérida - Peña Sport - Pontevedra - Portugalete - Talavera - Rayo Majadahonda - Varea |  |

## Calendário
| Rodada           | Data                                          | Jogos | Clubes  | Novas entradas                                                    |
| ---------------- | --------------------------------------------- | ----- | ------- | ----------------------------------------------------------------- |
| Primeira fase    | 27 de agosto – 2 de setembro de 2015          | 18    | 36 → 18 | Equipes das Segunda División B 2014-15 e Tercera División 2014-15 |
| Segunda fase     | 09 – 10 de setembro de 2015                   | 22    | 44 → 22 | Equipes da Segunda División 2014-15                               |
| Terceira fase    | 14 – 15 de outubro de 2015                    | 11    | 22 → 11 | Equipes da Segunda División 2014-15                               |
| Quarta fase      | 28 de outubro – 3 de dezembro de 2015         | 32    | 32 → 16 | Equipes da La Liga de 2014-2015                                   |
| Quarta fase      | 03 – 17 de dezembro de 2015                   | 32    | 32 → 16 | Equipes da La Liga de 2014-2015                                   |
| Oitavas-de-final | 06 – 7 de janeiro de 2016 - Jogos de ida      | 8     | 16 → 8  | Nenhum                                                            |
| Oitavas-de-final | 12 a 14 de janeiro de 2016 - Jogos de volta   | 8     | 16 → 8  | Nenhum                                                            |
| Quartas-de-Final | 20 – 21 de janeiro de 2016 - Jogos de ida     | 4     | 8 → 4   | Nenhum                                                            |
| Quartas-de-Final | 27 – 28 de janeiro de 2016 - Jogos de volta   | 4     | 8 → 4   | Nenhum                                                            |
| Semifinal        | 03 – 4 de fevereiro de 2016 - Jogos de ida    | 2     | 4 → 2   | Nenhum                                                            |
| Semifinal        | 10 – 11 de fevereiro de 2016 - Jogos de volta | 2     | 4 → 2   | Nenhum                                                            |
| Final            | 21 de maio de 2016 - Jogo único               | 1     | 2 → 1   | Nenhum                                                            |

## Resultados

### Primeira fase
Em negrito as equipes que passaram de fase.
| Equipe 1          | Resultado   | Equipe 2          |
| ----------------- | ----------- | ----------------- |
| Mérida            | 0–3         | Peña Sport        |
| Mensanjero        | 2–0         | Rayo Majadahonda  |
| Tudelano          | 3–2         | Compostela        |
| Condal            | (1–4 pro)   | Arandina          |
| Ebro              | 2–2 (4-3 p) | Real Unión        |
| Varea             | 2–3         | Cultural Leonesa  |
| Laredo            | 2–0         | Racing Santander  |
| Guadalajara       | 0–2         | Talavera          |
| Sabadell          | 1–1 (2-4 p) | Castellon         |
| Guijuelo          | 1–0         | Pontevedra        |
| Alcoyano          | 1–2         | Formentera        |
| Reus Deportiu     | 2–0         | Ascó              |
| Socuéllamos       | 2–1         | Portugalete       |
| Lleida Esportiu   | 3–1         | Hércules          |
| Linense           | 1–0         | Recreativo Huelva |
| Real Murcia       | 0–1         | Cádiz             |
| Linares Deportivo | 2–1         | Jumilla           |
| Melilla           | 0–1         | Algeciras         |

### Segunda fase
Em negrito as equipes que passaram de fase.
| Equipe 1         | Resultado   | Equipe 2          |
| ---------------- | ----------- | ----------------- |
| Mensanjero       | (0–1 pro)   | Cádiz             |
| Ebro             | (1–0 pro)   | Tudelano          |
| Huracán Valencia | 2–0         | Socuéllamos       |
| Almeria          | 3–3 (4-3 p) | Elche             |
| Laredo           | 3–1         | Cultural Leonesa  |
| Barakaldo        | 3–1         | Formentera        |
| Gimnàstic        | 2–2 (5-4 p) | Girona            |
| Leganés          | 2–0         | Tenerife          |
| Córdoba          | 0–1         | Lugo              |
| Mirandés         | 1–2         | Osasuna           |
| Llagostera       | (2–1 pro)   | Albacete          |
| Alcorcón         | 0–1         | Ponferradina      |
| Numancia         | 0–1         | Alavés            |
| Murcia           | 2–1         | Algeciras         |
| Lleida Esportiu  | 2–0         | Guijuelo          |
| Arandina         | 2–4         | Reus Deportiu     |
| Racing de Ferrol | 1–0         | Castellon         |
| Logrõnes         | 2–1         | Linares Deportivo |
| Talavera         | 0–2         | Linense           |
| Villanovense     | 3–2         | Peña Sport        |
| Real Oviedo      | 2–1         | Valladolid        |
| Mallorca         | 0–2         | Huesca            |

### Terceira fase
Em negrito as equipes que passaram de fase.
| Equipe 1      | Resultado   | Equipe 2         |
| ------------- | ----------- | ---------------- |
| Barakaldo     | 1–0         | Huracán Valencia |
| Reus Deportiu | (2–1 pro)   | Lleida Esportiu  |
| Cádiz         | 1–0         | Laredo           |
| Almeria       | 2–1         | Gimnàstic        |
| Leganés       | 3–1         | Alavés           |
| Real Oviedo   | (2–3 pro)   | Mirandés         |
| Logrõnes      | 2–2 (5-4 p) | Murcia           |
| Linense       | 2–0         | Ebro             |
| Villanovense  | 2–1         | Racing de Ferrol |
| Ponferradina  | (1–0 pro)   | Lugo             |
| Zaragoza      | 1–2         | Llagostera       |

### Quarta fase
Em itálico, os times que possuem o mando de campo no primeiro jogo do confronto e Em negrito as equipes que passaram de fase.
| Equipe 1       | Total      | Equipe 2            | 1.º jogo | 2.º jogo |
| -------------- | ---------- | ------------------- | -------- | -------- |
| Villanovense   | 1 – 6      | Barcelona           | 0–0      | 1–6      |
| Reus Deportiu  | 1 – 3      | Atlético de Madrid  | 1–2      | 0–1      |
| Leganés        | 2 – 2 (gf) | Granada             | 2–1      | 0–1      |
| Logrõnes       | 0 – 5      | Sevilla             | 0–3      | 0–2      |
| Barakaldo      | 1 – 5      | Valencia            | 1–3      | 0–2      |
| Almeria        | 1 – 4      | Celta de Vigo       | 1–3      | 0–1      |
| Llagostera     | 2 – 3      | Deportivo La Coruña | 1–2      | 1–1      |
| Betis          | 5 – 3      | Sporting de Gijón   | 2–0      | 3–3      |
| Rayo Vallecano | 3 – 3 (gf) | Getafe              | 2–0      | 1–3      |
| Cádiz          | [JA]       | Real Madrid         | 1–3      | JA       |
| Linense        | 0 – 8      | Athletic Bilbao     | 0–2      | 0–6      |
| Mirandés       | 3 – 1      | Málaga              | 2–1      | 1–0      |
| Ponferradina   | 3 – 4      | Eibar               | 3–0      | 0–4      |
| Levante        | 2 – 3      | Espanyol            | 1–1      | 1–2      |
| Huesca         | 3 – 4      | Villarreal          | 3–2      | 0–2      |
| Las Palmas     | 3 – 2      | Real Sociedad       | 2–1      | 1–1      |

Notas
- JA. ^ No primeiro jogo, o Real Madrid utilizou um jogador indevidamente, por isso que foi desclassificado da competição, e este jogo foi anulado.

## Fase final

### Esquema
|  | Oitavas de final   | Oitavas de final   | Oitavas de final   | Oitavas de final   |   |                 | Quartas de final   | Quartas de final   | Quartas de final   | Quartas de final   |  |               | Semifinais           | Semifinais           | Semifinais           | Semifinais           |           |  | Final      | Final      | Final      | Final      |
|  | 06 e 14 de janeiro | 06 e 14 de janeiro | 06 e 14 de janeiro | 06 e 14 de janeiro |   |                 | 20 e 28 de janeiro | 20 e 28 de janeiro | 20 e 28 de janeiro | 20 e 28 de janeiro |  |               | 03 e 11 de fevereiro | 03 e 11 de fevereiro | 03 e 11 de fevereiro | 03 e 11 de fevereiro |           |  | 22 de maio | 22 de maio | 22 de maio | 22 de maio |
|  |                    |                    |                    |                    |   |                 |                    |                    |                    |                    |  |               |                      |                      |                      |                      |           |  |            |            |            |            |
|  | Athletic Bilbao    | 3                  | 1                  | 4                  |   |                 |                    |                    |                    |                    |  |               |                      |                      |                      |                      |           |  |            |            |            |            |
|  | Villarreal         | 2                  | 0                  | 2                  |   |                 |                    |                    |                    |                    |  |               |                      |                      |                      |                      |           |  |            |            |            |            |
|  | Villarreal         | 2                  | 0                  | 2                  |   | Athletic Bilbao | 1                  | 1                  | 2                  |                    |  |               |                      |                      |                      |                      |           |  |            |            |            |            |
|  |                    |                    |                    |                    |   | Athletic Bilbao | 1                  | 1                  | 2                  |                    |  |               |                      |                      |                      |                      |           |  |            |            |            |            |
|  |                    | Barcelona          | 2                  | 3                  | 5 |                 |                    |                    |                    |                    |  |               |                      |                      |                      |                      |           |  |            |            |            |            |
|  | Barcelona          | Barcelona          | 2                  | 3                  | 5 | 4               | 2                  | 6                  |                    |                    |  |               |                      |                      |                      |                      |           |  |            |            |            |            |
|  | Barcelona          |                    |                    |                    |   | 4               | 2                  | 6                  |                    |                    |  |               |                      |                      |                      |                      |           |  |            |            |            |            |
|  | Espanyol           | 1                  | 0                  | 1                  |   |                 |                    |                    |                    |                    |  |               |                      |                      |                      |                      |           |  |            |            |            |            |
|  | Espanyol           | 1                  | 0                  | 1                  |   |                 |                    |                    |                    |                    |  | Barcelona     | 7                    | 1                    | 8                    |                      |           |  |            |            |            |            |
|  |                    |                    |                    |                    |   |                 |                    |                    |                    |                    |  | Barcelona     | 7                    | 1                    | 8                    |                      |           |  |            |            |            |            |
|  |                    | Valencia           | 0                  | 1                  | 1 |                 |                    |                    |                    |                    |  |               |                      |                      |                      |                      |           |  |            |            |            |            |
|  | Valencia           | Valencia           | 0                  | 1                  | 1 | 4               | 3                  | 7                  |                    |                    |  |               |                      |                      |                      |                      |           |  |            |            |            |            |
|  | Valencia           |                    |                    |                    |   | 4               | 3                  | 7                  |                    |                    |  |               |                      |                      |                      |                      |           |  |            |            |            |            |
|  | Granada            | 0                  | 0                  | 0                  |   |                 |                    |                    |                    |                    |  |               |                      |                      |                      |                      |           |  |            |            |            |            |
|  | Granada            | 0                  | 0                  | 0                  |   | Valencia        | 1                  | 1                  | 2                  |                    |  |               |                      |                      |                      |                      |           |  |            |            |            |            |
|  |                    |                    |                    |                    |   | Valencia        | 1                  | 1                  | 2                  |                    |  |               |                      |                      |                      |                      |           |  |            |            |            |            |
|  |                    | Las Palmas         | 1                  | 0                  | 1 |                 |                    |                    |                    |                    |  |               |                      |                      |                      |                      |           |  |            |            |            |            |
|  | Eibar              | Las Palmas         | 1                  | 0                  | 1 | 2               | 2                  | 4                  |                    |                    |  |               |                      |                      |                      |                      |           |  |            |            |            |            |
|  | Eibar              |                    |                    |                    |   | 2               | 2                  | 4                  |                    |                    |  |               |                      |                      |                      |                      |           |  |            |            |            |            |
|  | Las Palmas         | 3                  | 3                  | 6                  |   |                 |                    |                    |                    |                    |  |               |                      |                      |                      |                      |           |  |            |            |            |            |
|  | Las Palmas         | 3                  | 3                  | 6                  |   |                 |                    |                    |                    |                    |  |               |                      |                      |                      |                      | Barcelona |  |            | 2          |            |            |
|  |                    |                    |                    |                    |   |                 |                    |                    |                    |                    |  |               |                      |                      |                      |                      |           |  |            | 2          |            |            |
|  |                    | Sevilla            |                    |                    | 0 |                 |                    |                    |                    |                    |  |               |                      |                      |                      |                      |           |  |            |            |            |            |
|  | Cádiz              | Sevilla            | 0                  | 0                  | 0 | 0               |                    |                    |                    |                    |  |               |                      |                      |                      |                      |           |  |            |            |            |            |
|  | Cádiz              |                    | 0                  | 0                  |   | 0               |                    |                    |                    |                    |  |               |                      |                      |                      |                      |           |  |            |            |            |            |
|  | Celta de Vigo      | 3                  | 2                  | 5                  |   |                 |                    |                    |                    |                    |  |               |                      |                      |                      |                      |           |  |            |            |            |            |
|  | Celta de Vigo      | 3                  | 2                  | 5                  |   | Celta de Vigo   | 0                  | 3                  | 3                  |                    |  |               |                      |                      |                      |                      |           |  |            |            |            |            |
|  |                    |                    |                    |                    |   | Celta de Vigo   | 0                  | 3                  | 3                  |                    |  |               |                      |                      |                      |                      |           |  |            |            |            |            |
|  |                    | Atlético de Madrid | 0                  | 2                  | 2 |                 |                    |                    |                    |                    |  |               |                      |                      |                      |                      |           |  |            |            |            |            |
|  | Rayo Vallecano     | Atlético de Madrid | 0                  | 2                  | 2 | 1               | 0                  | 1                  |                    |                    |  |               |                      |                      |                      |                      |           |  |            |            |            |            |
|  | Rayo Vallecano     |                    |                    |                    |   | 1               | 0                  | 1                  |                    |                    |  |               |                      |                      |                      |                      |           |  |            |            |            |            |
|  | Atlético de Madrid | 1                  | 3                  | 4                  |   |                 |                    |                    |                    |                    |  |               |                      |                      |                      |                      |           |  |            |            |            |            |
|  | Atlético de Madrid | 1                  | 3                  | 4                  |   |                 |                    |                    |                    |                    |  | Celta de Vigo | 0                    | 2                    | 2                    |                      |           |  |            |            |            |            |
|  |                    |                    |                    |                    |   |                 |                    |                    |                    |                    |  | Celta de Vigo | 0                    | 2                    | 2                    |                      |           |  |            |            |            |            |
|  |                    | Sevilla            | 4                  | 2                  | 6 |                 |                    |                    |                    |                    |  |               |                      |                      |                      |                      |           |  |            |            |            |            |
|  | Betis              | Sevilla            | 4                  | 2                  | 6 | 0               | 0                  | 0                  |                    |                    |  |               |                      |                      |                      |                      |           |  |            |            |            |            |
|  | Betis              |                    |                    |                    |   | 0               | 0                  | 0                  |                    |                    |  |               |                      |                      |                      |                      |           |  |            |            |            |            |
|  | Sevilla            | 2                  | 4                  | 6                  |   |                 |                    |                    |                    |                    |  |               |                      |                      |                      |                      |           |  |            |            |            |            |
|  | Sevilla            | 2                  | 4                  | 6                  |   | Sevilla         | 2                  | 3                  | 5                  |                    |  |               |                      |                      |                      |                      |           |  |            |            |            |            |
|  |                    |                    |                    |                    |   | Sevilla         | 2                  | 3                  | 5                  |                    |  |               |                      |                      |                      |                      |           |  |            |            |            |            |
|  |                    | Mirandés           | 0                  | 0                  | 0 |                 |                    |                    |                    |                    |  |               |                      |                      |                      |                      |           |  |            |            |            |            |
|  | Mirandés           | Mirandés           | 0                  | 0                  | 0 | 1               | 3                  | 4                  |                    |                    |  |               |                      |                      |                      |                      |           |  |            |            |            |            |
|  | Mirandés           |                    |                    |                    |   | 1               | 3                  | 4                  |                    |                    |  |               |                      |                      |                      |                      |           |  |            |            |            |            |
|  | La Coruña          | 1                  | 0                  | 1                  |   |                 |                    |                    |                    |                    |  |               |                      |                      |                      |                      |           |  |            |            |            |            |

Nota: O esquema usado acima é usado somente para uma visualização melhor dos confrontos. Todos os confrontos desta fase são sorteados e não seguem a ordem mostrada.

### Oitavas de final

#### Jogos de ida
| 6 de janeiro de 2016 | Athletic Bilbao                         | 3 – 2     | Villarreal                     | Estádio de San Mamés, Bilbau                   |
| 08:00                | Williams 54' · Aduriz 68' · Laporte 81' | Relatório | Léo Baptistão 16' · García 38' | Público: 31 456 Árbitro: ESP Carlos Clos Gómez |

| 6 de janeiro de 2016 | Valencia                                       | 4 – 0     | Granada | Estádio de Mestalla, Valencia                  |
| 13:00                | Negredo 8', 63' (pen), 83' (pen) · Rodrigo 35' | Relatório |         | Público: 19 571 Árbitro: ESP Jesús Gil Manzano |

| 6 de janeiro de 2016 | Mirandés  | 1 – 1     | Deportivo La Coruña | Estadio Municipal de Anduva, Burgos                 |
| 13:00                | Ortiz 25' | Relatório | Lopo 75'            | Público: 1 963 Árbitro: ESP Eduardo Prieto Iglesias |

| 6 de janeiro de 2016 | Betis | 0 – 2     | Sevilla                          | Estádio Benito Villamarín, Sevilha            |
| 15:15                |       | Relatório | Krohn-Dehli 13' · Krychowiak 49' | Público: 36 832 Árbitro: ESP Carlos Del Cerro |

| 6 de janeiro de 2016 | Barcelona                               | 4 – 1     | Espanyol   | Camp Nou, Barcelona                                |
| 17:30                | Messi 13', 44' · Piqué 49' · Neymar 88' | Relatório | Caicedo 9' | Público: 76 667 Árbitro: ESP Juan Martínez Munuera |

| 6 de janeiro de 2016 | Rayo Vallecano | 1 – 1     | Atlético de Madrid | Teresa Rivero, Madrid                            |
| 19:05                | Martínez 35'   | Relatório | Saúl 67'           | Público: 5 223 Árbitro: ESP Santiago Jaime Latre |

| 7 de janeiro de 2016 | Cádiz | 0 – 3     | Celta de Vigo                  | Estadio Ramón de Carranza, Cádiz                      |
| 17:30                |       | Relatório | Guidetti 25', 79' · Jhonny 58' | Público: 12 000 Árbitro: ESP Alberto Undiano Mallenco |

| 7 de janeiro de 2016 | Eibar                     | 2 – 3     | Las Palmas                           | Estádio Municipal de Ipurua, Eibar                   |
| 17:30                | Hajrović 10' · Berjón 20' | Relatório | Artiles 16' · Mubarak 60' · Momo 90' | Público: 4 536 Árbitro: ESP Alfonso Álvarez Izquiedo |

#### Jogos de volta
| 12 de janeiro de 2016 | Deportivo La Coruña | 0 – 3     | Mirandés                       | Estádio Municipal de Riazor, Corunha             |
| 17:30                 |                     | Relatório | Provencio 41', 71' · Prats 55' | Público: 11 393 Árbitro: ESP Hernández Hernández |

O Mirandés venceu por 4–1 no placar agregado e avançou para as quartas de final.
| 12 de janeiro de 2016 | Sevilla                                             | 4 – 0     | Betis | Estádio Ramón Sánchez Pizjuán, Sevilha           |
| 19:05                 | Reyes 4' · Adil Rami 35' · Gameiro 73' · Kakuta 89' | Relatório |       | Público: 36 812 Árbitro: ESP Antonio Mateu Lahoz |

O Sevilla venceu por 6–0 no placar agregado e avançou para as quartas de final.
| 13 de janeiro de 2016 | Celta de Vigo                   | 2 - 0     | Cádiz | Estádio de Balaídos, Vigo                      |
| 17:30                 | Guidetti 35' (pen) · Dražić 77' | Relatório |       | Público: 5 695 Árbitro: ESP José Maria Sánchez |

O Celta de Vigo venceu por 5–0 no placar agregado e avançou para as quartas de final.
| 13 de janeiro de 2016 | Villarreal | 0 - 1     | Athletic Bilbao | El Madrigal, Vila-real                               |
| 17:30                 |            | Relatório | Williams 21'    | Público: 15 000 Árbitro: ESP Carlos Velasco Carballo |

O Athletic Bilbao venceu por 4–2 no placar agregado e avançou para as quartas de final.
| 13 de janeiro de 2016 | Espanyol | 0 - 2     | Barcelona      | Estadi Cornellà-El Prat, Barcelona                    |
| 18:00                 |          | Relatório | Munir 32', 88' | Público: 20 843 Árbitro: ESP David Fernández Borbalan |

O Barcelona venceu por 6–1 no placar agregado e avançou para as quartas de final.
| 13 de janeiro de 2016 | Las Palmas                               | 3 - 2     | Eibar                  | Estádio Gran Canaria, Las Palmas               |
| 18:00                 | Juncà 43' (g.c.) · Momo 59' · García 83' | Relatório | Ekiza 52' · Enrich 53' | Público: 13 588 Árbitro: ESP Pedro Jesus Pérez |

O Las Palmas venceu por 6–4 no placar agregado e avançou para as quartas de final.
| 14 de janeiro de 2016 | Granada | 0 - 3     | Valencia                                     | Estádio Nuevo Los Cármenes, Granada           |
| 17:00                 |         | Relatório | Zahibo 42' · Alcácer 63' · Piatti 84' (pen.) | Público: 9 416 Árbitro: ESP Estrada Fernández |

O Valencia venceu por 7–0 no placar agregado e avançou para as quartas de final.
| 14 de janeiro de 2016 | Atlético de Madrid              | 3 - 0     | Rayo Vallecano | Estádio Vicente Calderón, Madri                |
| 17:30                 | Correa 40' · Griezmann 80', 90' | Relatório |                | Público: 37 516 Árbitro: ESP González González |

O Atlético de Madrid venceu por 4–1 no placar agregado e avançou para as quartas de final.

### Quartas de final

#### Jogos de ida
| 20 de janeiro de 2016 | Celta de Vigo | 0 – 0     | Atlético de Madrid | Estádio de Balaídos, Vigo                      |
| 17:30                 |               | Relatório |                    | Público: 17 428 Árbitro: ESP Estrada Fernández |

| 20 de janeiro de 2016 | Athletic Bilbao | 1 – 2     | Barcelona              | Estádio de San Mamés, Bilbau                   |
| 18:00                 | Aduriz 89'      | Relatório | Munir 18' · Neymar 24' | Público: 53 000 Árbitro: ESP González González |

| 21 de janeiro de 2016 | Valencia         | 1 – 1     | Las Palmas        | Estádio de Mestalla, Valencia                 |
| 17:00                 | Paco Alcácer 61' | Relatório | Zahibo 38' (o.g.) | Público: 10 000 Árbitro: ESP Del Cerro Grande |

| 21 de janeiro de 2016 | Sevilla                    | 2 – 0     | Mirandés | Estádio Ramón Sánchez Pizjuán, Sevilha            |
| 18:00                 | N'Zonzi 20' · Vitolo 90+4' | Relatório |          | Público: 25 341 Árbitro: ESP De Burgos Bengoetxea |

#### Jogos de Volta
| 27 de janeiro de 2016 | Atlético de Madrid         | 2 – 3     | Celta de Vigo                     | Estádio Vicente Calderón, Madri                  |
| 17:30                 | Griezmann 29' · Correa 81' | Relatório | Hernández 22', 64' · Guidetti 56' | Público: 36 852 Árbitro: ESP Antonio Mateu Lahoz |

O Celta de Vigo venceu por 3–2 no placar agregado e avançou para as semifinais.
| 27 de janeiro de 2016 | Barcelona                                  | 3 – 1     | Athletic Bilbao | Camp Nou, Barcelona                              |
| 18:30                 | Luis Suárez 53' · Piqué 81' · Neymar 90+1' | Relatório | Williams 12'    | Público: 63 405 Árbitro: ESP Hernández Hernández |

O Barcelona venceu por 5–2 no placar agregado e avançou para as semifinais.
| 28 de janeiro de 2016 | Mirandés | 0 – 3     | Sevilla                                       | Estadio Municipal de Anduva, Burgos               |
| 17:00                 |          | Relatório | Iborra 9' (pen) · Juan Munõz 70' · Coke 90+2' | Público: 4 426 Árbitro: ESP Iñaki Vicandi Garrido |

O Sevilla venceu por 5–0 no placar agregado e avançou para as semifinais.
| 28 de janeiro de 2016 | Las Palmas | 0 – 1     | Valencia    | Estádio Gran Canaria, Las Palmas                      |
| 18:00                 |            | Relatório | Rodrigo 20' | Público: 18 206 Árbitro: ESP David Fernández Borbalan |

O Valencia venceu por 2–1 no placar agregado e avançou para as semifinais.

### Semifinais

#### Jogos de ida
| 3 de fevereiro de 2016 | Barcelona                                           | 7 – 0     | Valencia | Camp Nou, Barcelona                                      |
| 17:00                  | Luis Suárez 7', 12', 83', 88' · Messi 29', 58', 74' | Relatório |          | Público: 60 635 Árbitro: ESP Ignacio Iglesias Villanueva |

| 4 de fevereiro de 2016 | Sevilla                                       | 4 – 0     | Celta de Vigo | Estádio Ramón Sánchez Pizjuán, Sevilha         |
| 16:00                  | Rami 45' · Gameiro 59', 62' · Krohn-Dehli 88' | Relatório |               | Público: 36 659 Árbitro: ESP Carlos Clos Gómez |

#### Jogos de Volta
| 10 de fevereiro de 2016 | Valencia    | 1 – 1     | Barcelona   | Estádio de Mestalla, Valencia                        |
| 16:00                   | Negredo 38' | Relatório | 82' Kaptoum | Público: 16 296 Árbitro: ESP Carlos Velasco Carballo |

O Barcelona venceu por 8–1 no placar agregado e avançou para a final.
| 11 de fevereiro de 2016 | Celta de Vigo  | 2 – 2     | Sevilla                      | Estádio de Balaídos, Vigo                          |
| 16:00                   | Aspas 35', 55' | Relatório | 57' Banega · 87' Konoplyanka | Público: 15 201 Árbitro: ESP Juan Martínez Munuera |

O Sevilla venceu por 6–2 no placar agregado e avançou para a final.

### Final
| 22 de maio de 2016 | Barcelona                | 2 – 0     | Sevilla | Estádio Vicente Calderón, Madrid                     |
| 16:30              | Alba 97' · Neymar 120+2' | Relatório |         | Público: 54 907 Árbitro: ESP Carlos del Cerro Grande |

## Premiação
| Copa del Rey 2015-16           |
| ------------------------------ |
| Barcelona Campeão (28º título) |

## Estatísticas
| Pos. | Jogador             | Equipe             | Gols |
| ---- | ------------------- | ------------------ | ---- |
| 1    | Álvaro Negredo      | Valencia           | 5    |
| 1    | Lionel Messi        | Barcelona          | 5    |
| 1    | Luis Suárez         | Barcelona          | 5    |
| 1    | John Guidetti       | Celta de Vigo      | 5    |
| 1    | Munir El Haddadi    | Barcelona          | 5    |
| 6    | Iago Aspas          | Celta de Vigo      | 4    |
| 6    | Neymar              | Barcelona          | 4    |
| 8    | Antoine Griezmann   | Atlético de Madrid | 3    |
| 8    | Michael Krohn-Dehli | Sevilla            | 3    |
| 8    | Sandro Ramírez      | Barcelona          | 3    |
| 8    | Iñaki Williams      | Athletic Bilbao    | 3    |
| 8    | Kevin Gameiro       | Sevilla            | 3    |

| Pos. | Jogador             | Equipe        | Assis. |
| ---- | ------------------- | ------------- | ------ |
| 1    | Lionel Messi        | Barcelona     | 6      |
| 2    | Michael Krohn-Dehli | Sevilla       | 5      |
| 3    | Éver Banega         | Sevilla       | 3      |
| 3    | Fabián Orellana     | Celta de Vigo | 3      |
| 3    | Marco Sangalli      | Mirandés      | 3      |
| 6    | Aleix Vidal         | Barcelona     | 2      |
| 6    | Vitolo              | Sevilla       | 2      |
| 6    | Neymar              | Barcelona     | 2      |
| 6    | Pablo Hernández     | Celta de Vigo | 2      |
| 6    | André Gomes         | Valencia      | 2      |